# Avelengo
Hafling tiếng Ý: Avelengo) là một đô thị ở tỉnh Bolzano-Bozen trong vùng Trentino-Alto Adige/Südtirol của Ý, có vị trí cách khoảng 70 km về phía bắc của Trento và khoảng 20 km về phía tây bắc của Bolzano. Tại thời điểm ngày 31 tháng 12 năm 2004, đô thị này có dân số 721 người và diện tích là 27,4 km².
Hafling giáp các đô thị: Merano, Sarntal, Schenna và Vöran.
.
| Ngôn ngữ    | 1991   | 2001   |
| ----------- | ------ | ------ |
| Tiếng Đức   | 97,96% | 97,67% |
| Tiếng Ý     | 2,04%  | 2,33%  |
| Tiếng Ladin | 0%     | 0%     |